# Swoyersville
Swoyersville est un borough situé au nord-est de la partie centrale du comté de Luzerne, en Pennsylvanie, aux États-Unis,. En 2010, il comptait une population de 5 062 habitants, estimée au 1er juillet 2020 à 5 090 habitants. Le borough est incorporé le 27 novembre 1888.

## Démographie
Lors du recensement de 2010, le borough comptait une population de 5 062 habitants. Elle est estimée, en 2020, à 5 090 habitants.

### Source de la traduction
- (en) Cet article est partiellement ou en totalité issu de l’article de Wikipédia en anglais intitulé « Swoyersville, Pennsylvania » (voir la liste des auteurs).